# Данилково (Волоколамский район)
Данилково — деревня в Волоколамском районе Московской области России. Входит в состав городского поселения Сычёво. Население — 0 чел. (2010).

## География
Деревня Данилково расположена на западе Московской области, в восточной части Волоколамского района, примерно в 15 км к юго-востоку от центра города Волоколамска. Ближайшие населённые пункты — деревни Себенки и Хорошово. Неподалёку от деревни Данилково протекает река Лама (бассейн Иваньковского водохранилища).

## Население
| 1852 | 1859 | 1926 | 2002 | 2006 | 2010 |
| ---- | ---- | ---- | ---- | ---- | ---- |
| 41   | ↗43  | ↗101 | ↘0   | ↗2   | ↘0   |

## История
В материалах Генерального межевания 1770—1784 гг. — с. Воскресенское, Данилково тож.
В «Списке населённых мест» 1862 года указаны Данилково — владельческое сельцо 2-го стана Волоколамского уезда Московской губернии по правую сторону почтового Московского тракта (из Волоколамска), в 15 верстах от уездного города, при реке Ламе, с 4 дворами и 43 жителями (16 мужчин, 27 женщин), а также Воскресенское (Данилково) — владельческое сельцо с тем же расположением, с 29 дворами и 161 жителем (72 мужчины, 89 женщин).
По данным на 1890 год входила в состав Аннинской волости Волоколамского уезда, число душ мужского пола составляло 15 человек.
В 1913 году в Данилкове государственном — 8 дворов и усадьба Духовского, в Данилкове собственном — 15 дворов.
По материалам Всесоюзной переписи населения 1926 года — центр Данилковского сельсовета Аннинской волости, проживал 101 житель (48 мужчин, 53 женщины), насчитывалось 23 хозяйства, имелась школа.
С 1929 года — населённый пункт в составе Волоколамского района Московского округа Московской области. Постановлением ЦИК и СНК от 23 июля 1930 года округа как административно-территориальные единицы были ликвидированы.
1929—1939 гг. — центр Данилковского сельсовета Волоколамского района.
1939—1951 гг. — деревня Данилковского сельсовета Осташёвского района (центр в деревне Новопавловское).
1951—1958 гг. — деревня Матрёнинского сельсовета Волоколамского района.
1958—1963 гг. — деревня Чисменского сельсовета Волоколамского района.
1963—1965 гг. — деревня Чисменского сельсовета Волоколамского укрупнённого сельского района.
1965—1968 гг. — деревня Чисменского сельсовета Волоколамского района.
1968—1972 гг. — деревня Матрёнинского сельсовета Волоколамского района.
1972—1994 гг. — деревня Аннинского сельсовета Волоколамского района.
В 1994 году Московской областной думой было утверждено положение о местном самоуправлении в Московской области, сельские советы как административно-территориальные единицы были преобразованы в сельские округа.
1994—2006 гг. — деревня Аннинского сельского округа Волоколамского района.
С 2006 года — деревня городского поселения Сычёво Волоколамского муниципального района Московской области.

## Экономика
В советское время в деревне был совхоз «Данилково».